# Fischamend
Fischamend är en stadskommun i förbundslandet Niederösterreich i Österrike. Kommunen har 5 708 invånare (2024).

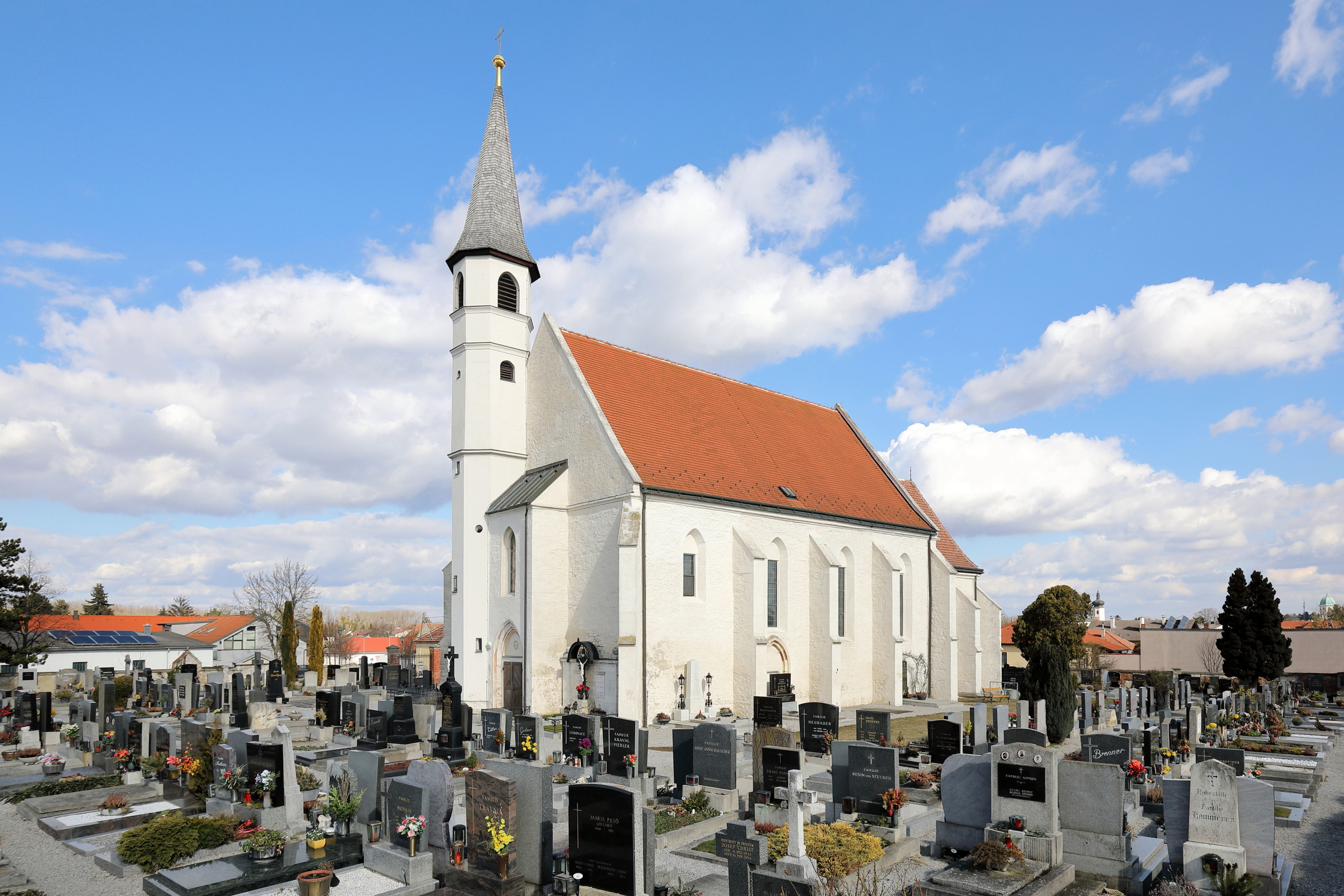
Kyrka i Fischamend

År 1971 slogs kommunerna Fischamend-Markt och Fischamend-Dorf samman. Fischamend tillhörde distriktet Wien-Umgebung som upplöstes vid utgången av 2016, och ingår därefter i distriktet Bruck an der Leitha. Fischamend ligger nära där floden Fischa utmynnar i Donau.
Ungefär en femtedel av kommunens yta utgörs av start- och landningsbanor för flygplatsen Wien-Schwechat.
År 1909 anlades ett flygfält för k.u.k. Militäraeronautischen Anstalt. Hangarer för luftskepp byggdes. 9 juni 1909 utfördes en flygning med ballong. Försök med helikoptrar genomfördes och två prototyper byggdes. I närheten tillkom Flugarsenal Fischamend där flygmotorer och flygplan byggdes på licens från Hansa-Brandenburg. 20 juni 1914 förolyckades ett luftskepp efter kollision med ett flygplan. Efter första världskriget och enligt freden i Saint-Germain 1919 avvecklades hela verksamheten. År 1938, efter Anschluss, togs området i bruk som reservfält för Luftwaffe. Det bombades 1944 under andra världskriget. Fältet är numera till stor del överbyggt med bostäder. Enstaka byggnader finns kvar. År 2009 vid hundraårsjubileet skedde viss flygtrafik på en kort gräsbana på Schwechats mark.